# Notomulciber fuscomarginatus
Notomulciber fuscomarginatus là một loài bọ cánh cứng trong họ Cerambycidae.